# نيل هيتون
نيل هيتون (بالإنجليزية: Neal Heaton)‏ هو لاعب كرة قاعدة أمريكي، ولد في 3 مارس 1960 في كوينز في الولايات المتحدة.

## وصلات خارجية
- نيل هيتون على موقعبيزبول رفرنس.كوم (الدوري الرئيسي) (الإنجليزية)
- نيل هيتون على موقع مشجعي الرسوم البيانية (الإنجليزية)